# ISO 3864
ISO 3864は、標識のデザインの原則についての国際標準化機構 (ISO) の国際規格である。タイトルは"Graphical symbols -- Safety colours and safety signs"であり、日本規格協会による邦題は「図記号－安全色及び安全標識」である。
ISO 3864では、標識は、言葉の壁を克服するためにグラフィカルな物とすることと規定している。ISO 3864は以下の4つの部(part)からなる。
- ISO 3864-1:2011 Part 1: Design principles for safety signs and safety markings（安全標識及び安全マーキングのデザイン通則）
- ISO 3864-2:2016 Part 2: Design principles for product safety labels（製品安全ラベルのデザイン通則）
- ISO 3864-3:2012 Part 3: Design principles for graphical symbols for use in safety signs（安全標識に使用する図記号のデザイン通則）
- ISO 3864-4:2011 Part 4: Colorimetric and photometric properties of safety sign materials（安全標識材料の発色及び測光的特性）

## 色
以下は、ISO 3864-4に規定される色をRAL色標準で表したものである。
| 意味          | RAL名称       | RAL番号 | RGB Hex | 色の例 | 新JIS   | 色の例 (新JIS) |
| ------------- | ------------- | ------- | ------- | ------ | ------- | -------------- |
| 注意警告      | Signal Yellow | 1003    | #F9A800 |        | #F2E700 |                |
| 禁止/消防器具 | Signal Red    | 3001    | #9B2423 |        | #FF4B00 |                |
| 指示          | Signal Blue   | 5005    | #005387 |        | #1971FF |                |
| 安全状態      | Signal Green  | 6032    | #237F52 |        | #00B06B |                |
| 背景と記号    | Signal White  | 9003    | #ECECE7 |        |         |                |
| 記号          | Signal Black  | 9004    | #2B2B2C |        |         |                |

## 関連する規格
対応するJIS規格は、ISO 3864-1がJIS Z 9101、ISO 3864-4がJIS Z 9103である。
対応するANSI規格はANSI Z535であるが、ISO規格とは互換性がない。ANSI規格ANSI Z535.6-2006は、1つまたは複数の言語による付随文言を定義している。
ISO 7010はISO 3864に基づいており、ISO 3864で規定されているデザインの原則と特性に基づいて一連の標識を規定している。